# Ágoston Géza (árvaszéki elnök)
Darvai és huszti Ágoston Géza (Máramarossziget, 1878. május 8. – Budapest, 1933. február 13.) a székesfővárosi árvaszék elnöke.

## Életpályája
Középiskolai tanulmányait részint Kassán, az egyetemet Budapesten végezte, majd államtudományi doktorátust szerzett és 1896-ban a fővárosi árvaszék szolgálatába lépett. 1903-ban kapott megbízást a gyermekvédelmi ügyek önálló intézésre, melynek terén nagy eredményeket ért el. 1907-ben fogalmazó, majd 1910-ben jegyző lett. 1910-ben a gyermekvédelmi osztályt szervezte meg, 1913-ban árvaszéki ülnök, 1920-ban elnök lett és egészen haláláig működött ezen minőségében. 
Az első világháború idején elsősorban a hadiárvák védelmével foglalkozott jelentős eredménnyel. Különösen a gyermekvédelemnek a gyámhatósági közigazgatás keretébe való beillesztése, a házasságon kívül született gyermekek és hadiárvák jogvédelme, az árvaszék modernizálása körül tevékenykedett. 1918-tól a II. osztályú polgári hadiérdemkereszt tulajdonosa és 1923-tól magyar királyi kormányfőtanácsos volt. 
Számtalan cikket publikált gyermekvédelmi kérdésekről a szaklapokban. Egy 1909-ben megjelent francia nyelvű monográfia részére megírta a gyámhatósági gyermekvédelmi közigazgatásra vonatkozó fejezetet. A Gutenberg Nagy Lexikonnak is munkatársa volt.

## Források

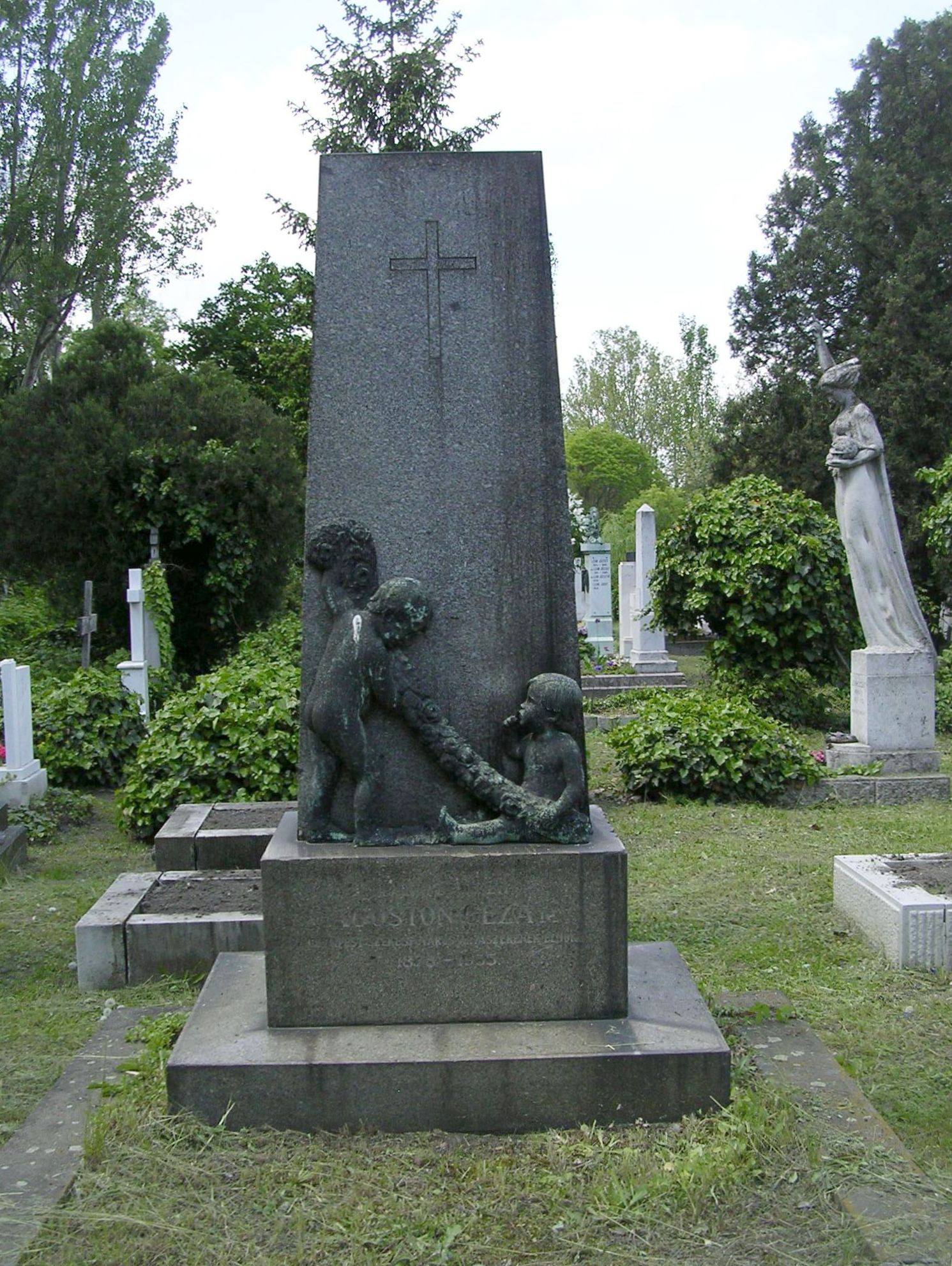
Sírja a Fiumei úti sírkertben (34-3-17). Alkotó: Szentgyörgyi István